# Odisheim

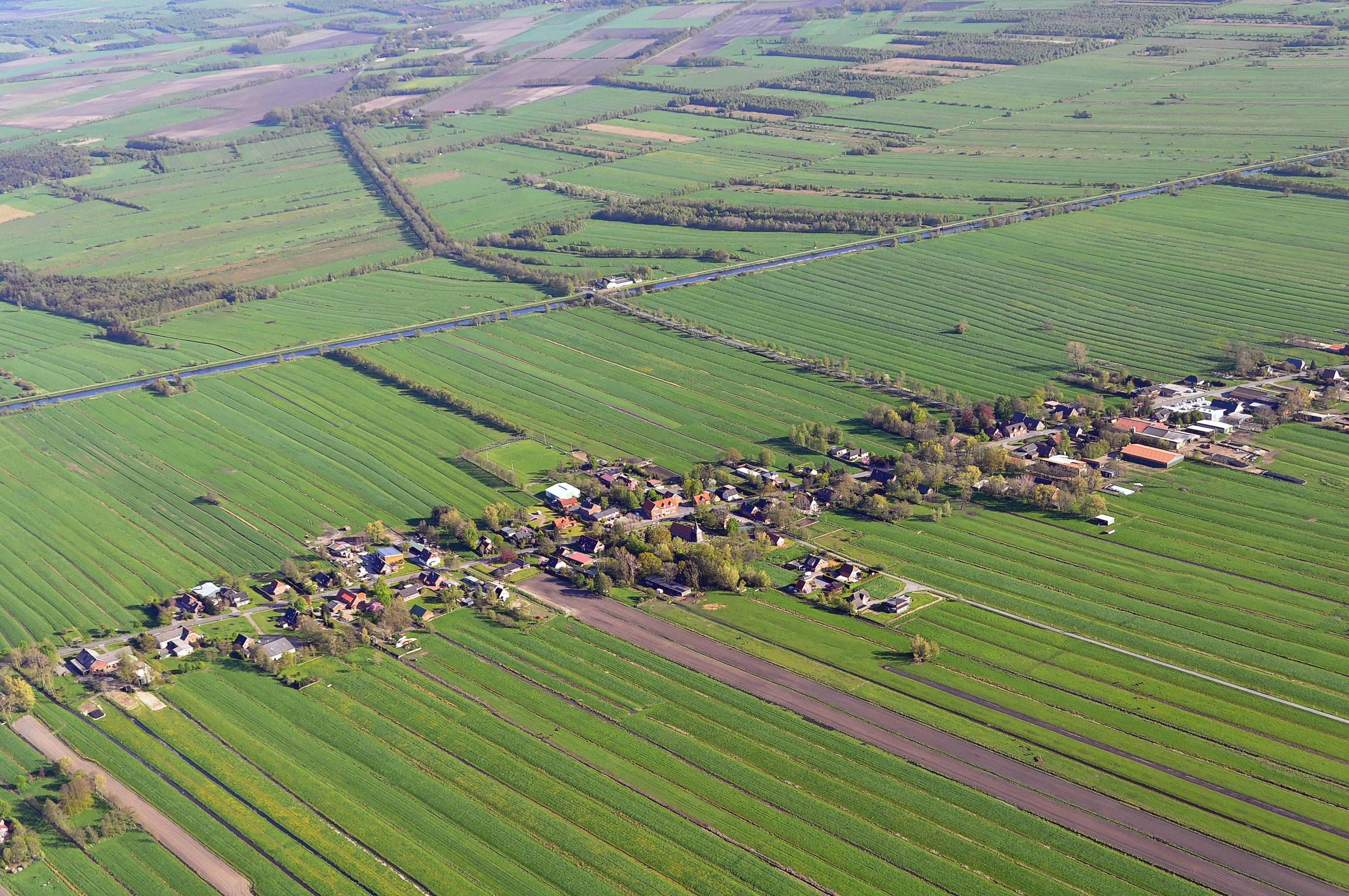
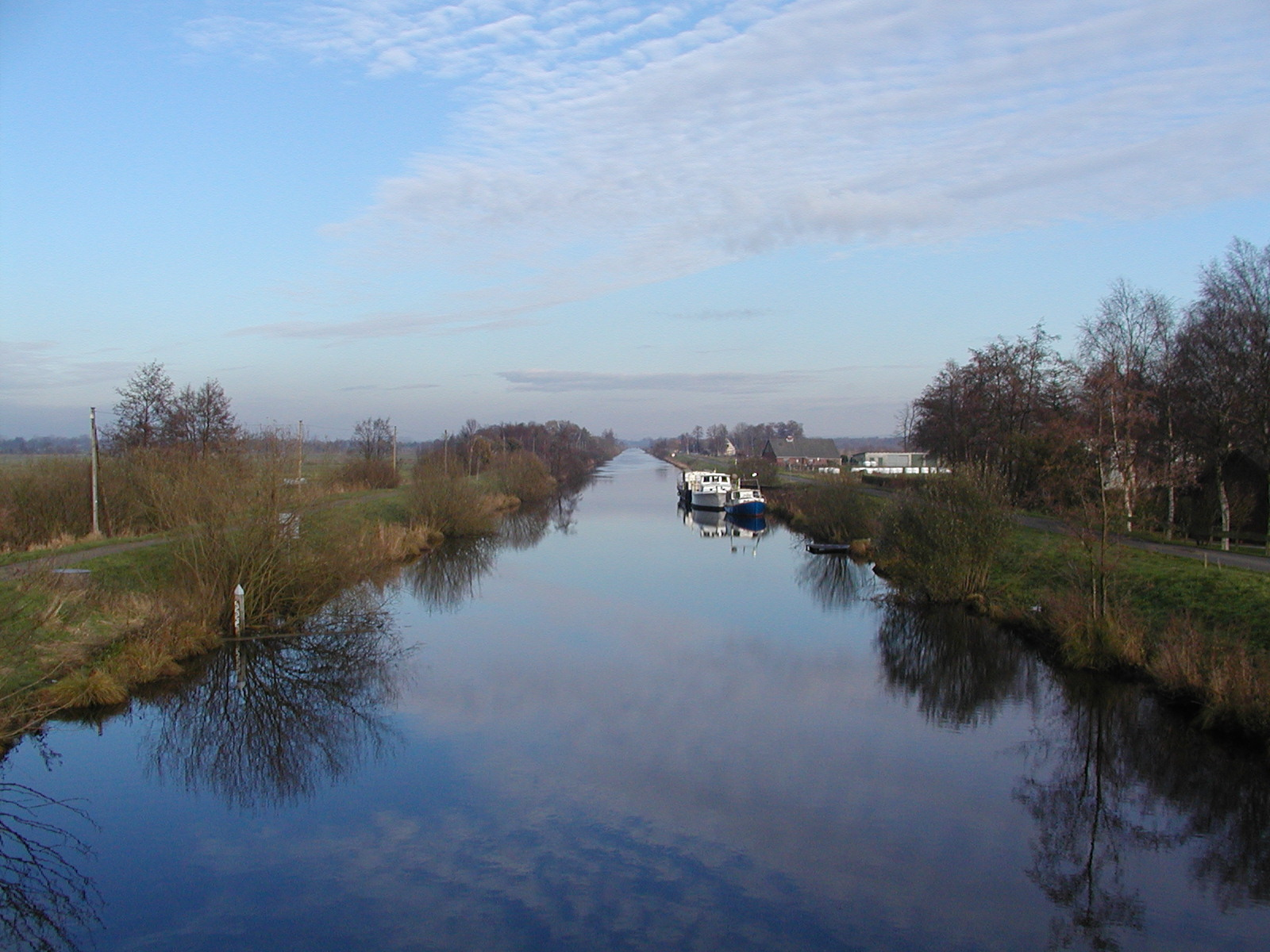
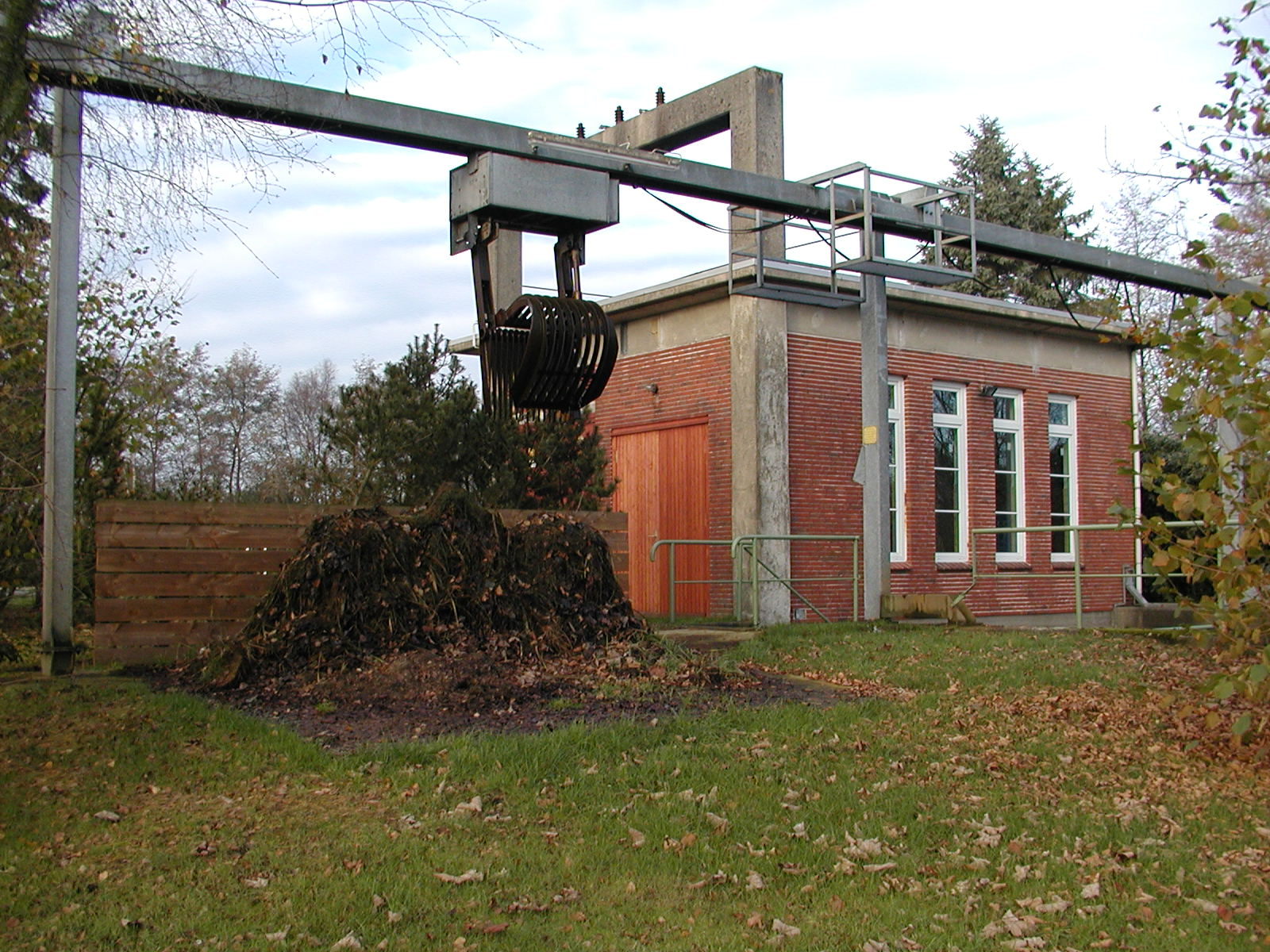
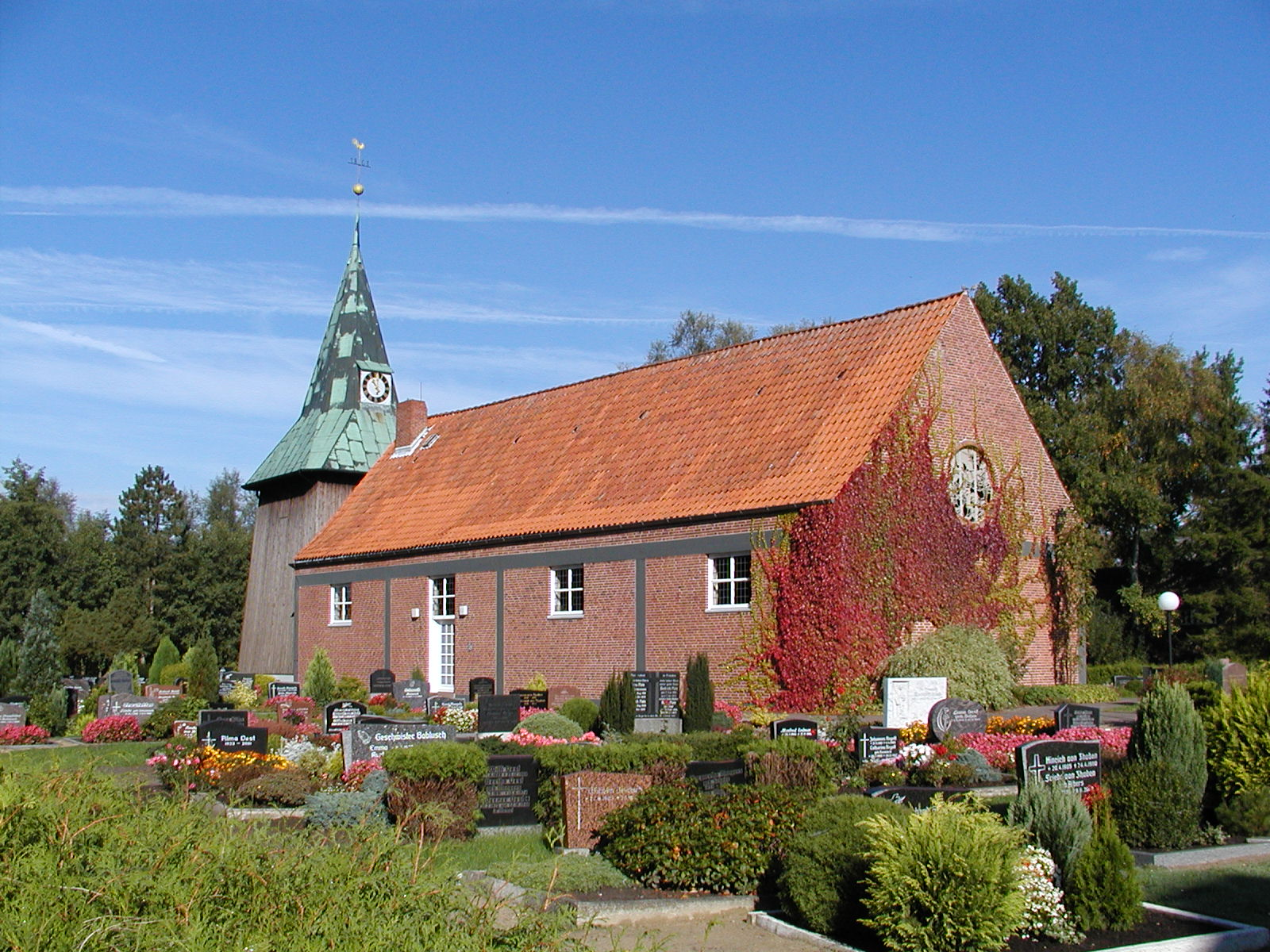

Odisheim is een gemeente in de Duitse deelstaat Nedersaksen. De gemeente maakt deel uit van de Samtgemeinde Land Hadeln in het Landkreis Cuxhaven. Odisheim telt 470 inwoners.
- Gemeinsame Normdatei: 16011438-X
- Virtual International Authority File: 149975365